# 杉山金太郎
杉山 金太郎（すぎやま きんたろう、英語: Kintaro Sugiyama、1875年（明治8年）9月19日 - 1973年（昭和48年）3月10日）は、日本の実業家。栄典は正五位勲三等瑞宝章。ニューオーリンズ名誉市民。

## 概要
日本の実業家、貿易商。
著名な実績に帝都復興院の嘱託や、横浜正金銀行の再建、中外貿易社の創業、豊年製油の再建、豊年リーバの創業、豊ホルマリン工業の創業などがある。他に日本大豆統制株式会社社長、日本植物油協会会長、経済団体連合会及び日本経営者団体連盟常任理事。関東経営者協会常務委員。日本学術振興会理事。日本貿易振興会評議員などを歴任。近代製油業の先駆者として豊年製油を経営し中興の祖と呼ばれた。
元大蔵大臣の井上準之助や元台湾銀行頭取森広蔵の推薦で鈴木商店から豊年製油の再建を引き受け、資本金に対して6割を超える債務があった豊年製油を一代で国内トップレベルの売り上げを誇る企業へと成長させた。その後銀行などに分散していた株を個人として買収し完全オーナーとなり株式公開後も25%の株式を保有した。豊年製油は現在のJ-オイルミルズ。さらに、ユニリーバとの共同で創業した豊年リーバは現在のユニリーバジャパン。ユニリーバの日本の販売者。展開している取扱商品にはヘアケア商品Lux（ラックス）や、ボディケア商品Dove（ダヴ）、飲料商品Lipton（リプトン）などがある。
長男元太郎の妻の杉山淑子（旧姓は牧野）の親族には、曾祖父の元勲大久保利通や祖父の伯爵牧野伸顕、叔父の元内閣総理大臣吉田茂をはじめ、多くの政治家や実業家、皇族や華族などがいる。

## 経歴
1875年（明治8年）、和歌山県海草郡川永村永穂（現在の和歌山市）に百姓の杉山元右衛門の長男として生まれる。
紀州藩徳川家で設立した徳修学校を出ると、叔父が教師をしていた広島県福山市の尋常中学誠之館を受験し三年に編入した。中学四年に進級すると同時に意を決し誠之館を退学して大阪に出た。大阪商業学校（現在の大阪市立大学）に入学した。この学校は西洋人の先生もおり英語を厳しく勉強させられた。
1894年（明治27年）卒業すると神戸の米国貿易商社に入社し、神戸・横浜各支店に勤務する。1913年（大正2年）、横浜支店輸出部支配人となる。
1917年（大正6年）、中外貿易会社を創立、専務取締役に就任。この会社は本店は大阪に、支店を東京と横浜と神戸に、出張所をニューヨークに開設した。
1921年（大正10年）、恐慌の影響を受けた横浜正金銀行の再建を、当時の副頭取である鈴木島吉の依頼から受け協力。
1923年（大正12年）、 関東大震災が発生し、帝都復興院嘱託となる。
1924年（大正13年）、元大蔵大臣で日本銀行総裁も歴任した井上準之助と当時台湾銀行副頭取の森広蔵の推薦により豊年製油の社長に4月に取締役に、翌月5月に社長に就任した。。
1925年（大正14年）、 全国製油業聯合会長就任。
1926年（大正15年）、東京豊年会結成。
1928年（昭和3年）、豊年製油の本社を八重洲ビルヂングに移転。
1929年（昭和4年）、西部豊年会結成。
1931年（昭和6年）、中部豊年会結成。
1933年（昭和8年）、満洲国の愛新覚羅溥儀執政（後の大満洲帝国皇帝）に謁見。
1940年（昭和15年）、日本大豆統制株式会社社長就任。
1942年（昭和17年）、杉山産業化学研究所を設立。旧研究所は東京都三鷹市井の頭にあり、跡地は現在の井の頭恩賜公園の一部となっている（杉山公園）。また新研究所の用地として神奈川県横浜市の土地を1973年に寄贈した。新研究所の建物は昭和49年の神奈川県建築コンクールで最優秀賞を受賞した。
同年、杉山報公会を設立する。この杉山奨学金の奨学生にはノーベル賞受賞者の江崎玲於奈や、小林久志などがいる。設立につき紺綬褒章受章。
1943年（昭和18年）、 社団法人油脂製造業会会長に就任。
1946年（昭和21年）、日本油脂協会会長に就任。同年、 日本蛋白接着剤工業会設立に伴い会長に就任。
1952年（昭和27年）、港区麻布笄町177番地（現在の西麻布４丁目）の土地約2,600坪を区に譲渡し、その後港区高陵中学校が落成する。この地の元の所有者は古河虎之助（古河財閥創業家3代目当主）。
同年、東京都より「東京都表彰規則により実業精巧励者」として表彰される。
1954年（昭和29年）10月、取締役会長に就任。
1955年（昭和30年）、藍綬褒章受賞。
1957年（昭和32年）、社団法人油脂製造業会会長就任。
1958年（昭和33年）、豊ホルマリン工業株式会社（J-ケミカルに吸収合併され現MGCウッドケム株式会社）創立。
1963年（昭和38年）、香港恒生銀行及び大昌易行に招待される。日米財界人会議出席。
1964年（昭和39年）5月、勲三等瑞宝章受章。没後、政府から正五位銀盃が追贈された。
1966年（昭和41年）にゆうもあ大賞を受賞。
1973年（昭和48年）3月10日、没。

## 創設財団
奨学金財団
杉山報公会は杉山金太郎が私財を投じて設立した奨学金給与を目的とする財団。この財団の奨学金は、賃与型ではなく、給付型奨学金である為、返済を必要としない。ノーベル賞受賞者の江崎玲於奈や小林久志等が授与した。
研究所財団
杉山産業化学研究所は旧豊年製油（現J-オイルミルズ）中央研究所が公益法人に移管され設立された法人。設立当初の研究所は東京都三鷹市井の頭にあり、1.7ヘクタールというこの広大な敷地は現在井の頭恩賜公園第二公園（井の頭恩賜公園内の小鳥の森の東側、玉川上水を挟んだ場所に位置する）として開放されている。研究所を設立した目的は、産業科学の発展及び国民の食生活の向上に貢献する事であった。1973年、設立者（杉山金太郎）が神奈川県横浜市戸塚区にある用地を寄贈し、研究所を移転。この時の研究所の建物は、翌年の神奈川県建築コンクールで最優秀賞を受賞した。2016年、研究所を横浜市にある銀洋ビル（杉山報公会と同建物）に移転。戸塚の研究所はJ-オイルミルズ関連施設とするため譲渡した。
財団法人有恒会
自らの母校、大阪市立大学の奨学金財団。共同創設者には奥村綱雄と瀬川美能留。

## 家族・親族・閨閥
- 父・元右衛門[1]
- 姉（一人[1]）
- 妹（一人[1]）
- 弟

元治（実業家）（豊年製油顧問）
元信（実業家）（豊年製油専務取締役）
- 妻・チヨ子（父は日本紙輸出合資会社代表の市川元八[7][5]。神奈川県横濱。市川彌左衛門の長男で、明治4年に家督を相続する。）杉山によれば「私の家のことははじめに述べた通り、紀州の一小農に過ぎないが、市川家の方は静岡県富士郡の出身で、父は立志伝中の人であり、開港初頭に横浜に出て来て紙問屋として成功されたのであった[8]」という。記録によると明治4年に「直接國税六百餘圓を納む」とある。

- 長男・元太郎（実業家、元ホーネンコーポレーション社長、元慶應義塾評議員[9]） 
  - 同妻・淑子
  - 同長女・豊子
    - 夫・門野進一（実業家。横河技術情報取締役や靄渓奨学会理事長を歴任。千代田生命保険創設者の門野幾之進の孫。父は千代田生命保険元社長の門野雄吉、母は吾妻勝剛の三女貞子、末の妹は清水建設創業家6代目当主の清水満昭に嫁ぐ。祖父幾之進の弟で大倉組副頭取を務めた門野重九郎の妻りよは専修大学や東京藝術大学の創設者の1人男爵目賀田種太郎と、初代海軍卿勝海舟の三女逸子の長女。その二男正二の妻は長尾半平の三女まり。）
    - 長男・恭一
    - 長女・玲子

  - 同長男・元和（実業家）
    - 妻・育子
    - 長男・顕太郎（実業家）
    - 長女・裕子（日本放送協会制作統括）

  - 同次男・金治（高円宮妃宮務官）

元太郎の妻淑子の親族
- 曾祖父母・大久保利通（元勲、維新の三傑）、満寿子（早坂七郎右衛門次女）。
- 曾祖父母・三島通庸（警視総監等歴任）、和歌子（柴山景綱の妹）。
- 曾祖父・鍋島直暠（白石鍋島家八代目当主）。
- 曾祖父・ 鍋島茂精（孫六郎）（深堀鍋島家）。
- 祖父母・牧野伸顕（伯爵、元内大臣）、峰子（兄弟姉妹に日本銀行総裁の三嶋彌太郎や秋月園子（夫は秋月左都夫）などがいる。）。
- 祖父母・鍋島直明（男爵）、渭子。
- 父母・牧野伸通（元式武官）、純子（現上皇后美智子の元東宮女官）。
- 叔母夫妻・雪子、吉田茂（第45、48、49、50、51代内閣総理大臣）（喜代は後妻）。
- 叔母夫妻・利武子、秋月種英（子爵。秋月種樹の次男）。
- 兄一族・牧野伸和（日東化学工業副社長）、民子（子爵交野政邁の長女、延岡藩八代目藩主内藤政挙の孫、松坂屋の事実上の創業者の第15代伊藤次郎左衛門の孫。）。同長男牧野力（通算産業事務次官を務め、国立研究開発法人新エネルギー・産業技術総合開発機構の理事長や日本生命顧問などを歴任した。）。
- 姉一族・貞子（教育者。松濤幼稚園創設者。）、林友春（学習院大学名誉教授。伯爵林博太郎（満鉄総裁など歴任。）とふき子（田島竹之助長女。）の長男。）同長女三井富美子（教育者。若葉会幼稚園理事長。夫の三井之乗は、三井財閥創業家本家総領家第11代当主三井高公と鋹子（ 福井藩主・越前松平家第18代当主・松平康荘の長女）の四男で、妹の礼子の娘博子はトヨタ自動車名誉会長や日本経済団体連合会名誉会長を務める豊田章一郎に嫁いだ。また、娘の和子の夫は大林剛郎は大林組創業家4代目当主で同社個人筆頭株主で取締役会長を務める。）同次女小林絢子（夫は石和銀行創業家出身で、富国生命保険元社長、松屋監査役、東武鉄道監査役の小林喬で、父小林中は、日本開発銀行総裁、日本航空会長、東急電鉄社長、富国生命保険社長などを歴任した。また娘の詔子は自由民主党副幹事長を務め、その夫堀内光一郎は富士急行株式会社代表取締役社長や山梨中央銀行監査役などを務め、その父は富士急行株式会社会長や自由民主党総務会長や通商産業大臣を歴任した堀内光雄。）、同三女楢原茂子（松濤幼稚園園長。夫は第二電電常務の楢原常栄。）。
- 従兄弟姉妹（吉田家出身）・吉田健一（英文学者）、吉田桜子（夫吉田寛は外交官。従兄弟に元内閣総理大臣岸信介と元内閣総理大臣佐藤榮作兄弟。従姪孫に元内閣総理大臣安倍晋三叔父は松岡洋右。）、吉田正男（東北大学助教授、学習院大学教授を務めた。）、吉田江子、麻生和子（夫は株式会社麻生の創業家出身で麻生セメント会長等を歴任した麻生太賀吉。麻生太吉の孫。子に元内閣総理大臣麻生太郎、麻生次郎、株式会社麻生取締役会長などを務める麻生泰、相馬雪子（夫は相馬和胤（相馬氏33代当主））、旦子（夫は荒船清彦（駐スペイン大使））、三笠宮寬仁親王妃信子（夫は大正天皇の孫の三笠宮寬仁親王。兄弟姉妹に近衞甯子（夫は近衛忠輝で、近衛文麿の孫。日本赤十字社社長を務める。）、桂宮宜仁親王、千容子（夫は千宗室（茶道裏千家第16代家元））、高円宮憲仁親王（妻は憲仁親王妃久子で、杉山淑子の次男杉山金治が宮務官を務めている。）。
- 従兄弟姉妹（秋月家出身）・秋月種明、山口紀子（夫は山口進）、武見英子（夫は武見太郎。日本医師会会長、WMA、世界医師会会長を務めた。息子はWHO、世界保健機関親善大使の武見敬三。）、秋月治子。

## 私生活
趣味は読書。宗教は浄土真宗。アメリカでの呼び名は＂Soybean king"。1951年（昭和26年）、朝倉文夫作の胸像が出来る。また米寿に際し、社員一同より名画伯宮本三郎作の肖像画が送られた。
日本画の収集
杉山にとって唯一の道楽であった日本画の収集。収集した日本画には「横山大観」「川合玉堂」「竹内栖鳳」「小林古径」などの超一流画伯の作品が多く、五百幅を超える作品を所有していた。また住まい（下記記載）の床の間が三田の邸宅には6ヶ所、葉山の邸宅には3ヶ所あり、毎週末、掛け物を掛け替えるのが趣味であった。美術館を開く夢さえ持っており、長男元太郎はそれを「また税金をとられますヨ」と笑ったという。
住まい
自宅は芝三田綱町（現在の港区三田二丁目）の綱町三井倶楽部や駐日イタリア大使館などが隣接する3,000㎡を越える地に聳える邸宅であった。
その他に三浦郡葉山町には別邸（元の北里柴三郎の葉山別邸）を所有しており、長男元太郎や妻淑子とその子女らとの居とした（平成11年まで存在した）。この地は元日銀総裁の松尾臣義葉山別邸や、日影茶屋（スターバックスコーヒージャパン創業者角田雄二の養家角田家業）、鈴木三郎助（味の素創業者）邸などが隣接した。

## 逸話
中外貿易
1917年、米国貿易会社を退社後、実業家の喜田又蔵を中心に新たに中外貿易会社を創立し、専務取締役に就任。これは恩師・成瀬隆蔵の教訓「貿易の実権を日本人の手に」という教訓に報いることができた瞬間であった。そして喜田の日本綿花に綿花、綿糸、綿布、羊毛を中心とした繊維製品を扱ってもらい、中外貿易はそれ以外の輸入品の取り扱いを行うこととなる。しかも、以前勤めていた米国貿易会社は長年の勤務に報いるために、在職中に担当していた輸出事業全てを中外貿易に無償で引き継いだ。更には世界各地にある米国貿易会社の本支店を中外貿易の代理店とした。そして、大阪本店、東京・横浜・神戸に支店、出張所をニューヨークに配置した。そして1921年から恐慌の影響を受けた横浜正金銀行の支援を鈴木島吉から依頼され2年間再建に尽力した。
豊年製油
1924年（大正13年）、前年に起きた関東大震災により国が不況に陥っていた頃、三河台町で日銀総裁や大蔵大臣を歴任した井上準之助が神戸の大商店鈴木商店の大番頭金子直吉と引き合わせた。鈴木商店もまた、震災による不況の打撃を受けていた。そこで井上蔵相と鈴木商店のメインバンクであった台湾銀行の副頭取森広蔵から鈴木商店系の三大事業（帝国人絹、神戸製鋼所、豊年製油）の中の製油事業会社の豊年製油の整理を任される。1924年、豊年製油社長に就任。しかし当時会社の経理状況は、資本金1000万円（現在の貨幣価値が1000倍として100億円）に対して650万円（前文の貨幣価値として65億円）が鈴木商店に貸越しという状態であり、なおかつ工場が全て担保に含まっていたため、満州から大豆を買い付けるにあたって外貨取引が必要条件となっていた豊年製油は金融面の問題が解決しない中での再建は厳しかった。そこで横浜正金銀行頭取・児玉謙次に、
"工場はすべて台湾銀行に650万円のカタで担保に入っている。だから他に担保はないのだが、強いて言えば杉山の首を担保に置く。どうか一つ、面倒を見ていただきたい"
と頼み込み、最初は融資を渋っていた銀行も、融資に踏み切ったという。また、製油事業に経験が全くないため自ら満洲に出張し大豆の調査を行うなど豊年製油の再建に尽力した。
戦後に満洲国が滅亡の兆しを見せると大豆の輸入先をアメリカ合衆国にする。この経営判断は当時の日本の風潮とは逆行していたが、戦後不況の中にもかかわらず、巧みな経営手腕で他の企業の売り上げを圧倒した。この時ダグラス・マッカーサー2世らと出会った。
そして、世界恐慌や第二次世界大戦後の不況など幾多の困難を乗り越え1924年から1954年まで30年間に渡り社長として豊年製油を支えた。そして、息子の元太郎を社長に、自らは取締役会長に就任。1967年相談役に就任。
実業家として遺したこんな言葉がある。
"商売人は、ときとすると、駆け引きをし、嘘をつくことを商売の常道と考えがちであるが、これはとんでもないあやまちだ。世の中に立っていく以上は、士魂商才の精神を持って進まなくてはならない。"『百歳目指して』（ダイヤモンド社）より

## 関連人物
- 村田省蔵 - 大阪商船社長、鉄道大臣。同社の南米航路や豪州航路を2人で開拓した。
- 井上準之助 - 日銀総裁、大蔵大臣を務めた。金子直吉を三河台町の邸宅で引き合わせてもらった。杉山は自身の実業家としての足がかりを与えてくださった方、と綴っている。
- 小泉信三 - 杉山家と小泉家は三代に渡って交流がある。叔父杉山敦麿が慶應義塾大学の塾長であった信三父小泉信吉の教えを受け、信三は杉山敦麿に英語などを習ったという。また、金太郎の長男杉山元太郎と信三の息子は同級生であった。
- 河野一郎 - 「あんたの議会の活躍ぶりはなかなかめざましいものがある。」と当時代議士だった河野を高く買ったという。彼は後に副総理も勤めた。（河野一郎自伝より）
- 児玉謙次 - 杉山が豊年製油の経営を引き受けた当時の横浜正金銀行頭取。経営を投げ出したくなる日々が続き、鈴木商店に断りを入れようと相談しに行くと「ここまで話を持ってきたからには、今さら打ち切るなどということは絶対にいかん。」と叱られ、言われた通り打ち切らずに経営を続けていてよかったと述べている。大切な恩人だという。
- 森広蔵 - 中外貿易時代に横浜正金銀行との取引で知り合った。帝都復興院の仕事の推薦もしてくれた。
- 瀧川儀作 - 中外貿易の創設を後押しした。
- 伊藤米次郎 - 日本郵船社長。米国貿易社からの転職を提案した。
- 浜口梧陵
- 和田豊治

### 恩師
- 成瀬隆三 - 母校大阪商業学校（現・大阪市立大学）の恩師。
- 金子直吉 - 豊年製油の親会社、鈴木商店の大番頭。恩師。

### 友人
- 喜多又蔵 - 母校大阪商業学校の同級生。友人。日本綿花社長。「オイ」、「きさま」の仲だったという。また中外貿易株式会社の共同創業者。
- 野村徳七（二代）- 母校が共通で親友。野村財閥を築いた二代目。野村證券会長奥村綱雄は「杉山さんは故野村徳七の親友である。そんなことから僕たちの叔父代りとして若い時から長く面倒を見てくださった。」と綴っている。
- 小桧山直登 - 豊年製油の顧問だった。友人で、愛新覚羅溥儀との謁見にも立ち会った。
- 松本烝治 - 友人。豊年製油の監査役。
- 津山英吉 - 同郷の友人。横浜正金銀行の取締役。原料の仕入れ資金を借りたいという申し出を重役会議にかけた。豊年製油は大豆を買い付けることができ、同社の事業は一歩を進めた。
- 堀新 - 関西電力元会長。友人。
- 来栖三郎 - 友人。

## 著書
百歳めざして : 豊年製油会長杉山金太郎（ダイヤモンド社）